# Bohatyrowicze
Bohatyrowicze (biał. Багатырэвічы, Bahatyrewiczy; ros. Богатыревичи, Bogatyriewiczi) – wieś na Białorusi, w obwodzie grodzieńskim, w rejonie mostowskim, w sielsowiecie Łunna. W 2009 roku liczyła 9 mieszkańców.
Bohatyrowicze obejmują oddzielną dawniej miejscowość Samostrzelniki (biał. Самaстрэльнiкi, Samastrelniki; ros. Самострельники, Samostrielniki).
Wieś znana jest z powieści Nad Niemnem Elizy Orzeszkowej.

## Historia
W dokumentach występują miejscowości Samostrzelniki (wcześniej Strzelniki) i Bohatyrowicze. Pierwsza nazwa jest wcześniejsza (występuje już w pomiarze włócznej z XVI wieku) i od niej pochodzi nazwisko Strzałkowski. Druga nazwa (zaświadczona w 1789 roku) powstała od nazwiska rodu Bohatyrowiczów, którzy wcześniej mieszkali w Strzelnikach. 
Prawdopodobnie zaścianek Bohatyrowicze wyodrębnił się z części zaścianku Strzelniki w XVIII wieku. W lustracji wsi z 1775 roku Paweł, Ignacy i Tadeusz Bohatyrowiczowie wymieniani są jako właściciele 3 dymów w Strzelnikach, natomiast dokument "Taryfa ofiary na wojsko 10-go grosza" z 1789 roku wymienia już w parafii Łunna zaścianek Bohatyrowicze i podaje, że mieszkali tam Ignacy, Paweł, Anna, Stanisław, Michał, Tadeusz Bohatyrowiczowie.
Słownik geograficzny Królestwa Polskiego z 1900 roku wymienia obie miejscowości jako okolice szlacheckie (zaścianki). Również w powieści Nad Niemnem Samostrzelniki wymienione są jako sąsiadujące z Bohatyrowiczami.
Bohatyrowicze i Samostrzelniki położone były w końcu XVIII wieku w powiecie grodzieńskim województwa trockiego. W czasach zaborów w granicach Imperium Rosyjskiego, w guberni grodzieńskiej, w powiecie grodzieńskim.  
W latach 1921–1939 Bohatyrowicze leżały w Polsce, w województwie białostockim, w powiecie grodzieńskim, w gminie Łunna. 
Według Powszechnego Spisu Ludności z 1921 roku Bohatyrowicze zamieszkiwało 76 osób, 70 były wyznania rzymskokatolickiego, 6 prawosławnego, a 1 innej. Jednocześnie 71 mieszkańców zadeklarowało polską przynależność narodową, 4 białoruską, a 1 inną. Było tu 16 budynków mieszkalnych.
W wyniku napaści ZSRR na Polskę we wrześniu 1939 miejscowość znalazła się pod okupacją sowiecką. 2 listopada została włączona do Białoruskiej SRR. 4 grudnia 1939 włączona do nowo utworzonego obwodu białostockiego. Od czerwca 1941 roku pod okupacją niemiecką. 22 lipca 1941 r. włączona w skład okręgu białostockiego III Rzeszy. W 1944 miejscowość została ponownie zajęta przez wojska sowieckie i włączona do obwodu grodzieńskiego Białoruskiej SRR.

## W kulturze
W Bohatyrowiczach rozgrywa się część akcji Nad Niemnem Elizy Orzeszkowej. Tam też kręcono zdjęcia do filmowej adaptacji z 1939 roku (kopie zaginęły podczas wojny).
Współczesne Bohatyrowicze opisuje Barbara Wachowicz w książce Ty jesteś jak zdrowie z 2007 roku w rozdziale Gniazdo nasze, wszystko nasze. Pokazano je również w dokumentalnym filmie Niemy Niemen z 2020 roku.
W Bohatyrowiczach, nazywanych niezmiennie przez żyjących tam Polaków okolicą szlachecką, nadal mieszkają potomkowie rodu Bohatyrowiczów upamiętnionych w literaturze.

## Zabytki
W pobliżu miejscowości, na zachód od Samostrzelnik, na skarpie nadniemeńskiej, znajduje się opisany w powieści grób Jana i Cecylii, półlegendarnej pary małżonków, którzy mozolną pracą mieli dać początek rodowi Bohatyrowiczów. Na miejscu znajduje się drewniany krzyż z figurą Chrystusa, pamiętający czasy Orzeszkowej. W 2016 roku wyremontowano otoczenie grobu. 
We wsi zachował się budynek gospodarczy dawnego dworu, a także zabytkowa aleja prowadząca do majątku.
W zachodniej części wsi znajduje się geologiczny pomnik przyrody "Samotrzelniki", torfowisko interglacjalne odkryte w 1878 roku przez geologa i hydrologa Antoniego Giedroycia. Na jego terenie zlokalizowany jest grób Jana i Cecylii. 

## Galeria

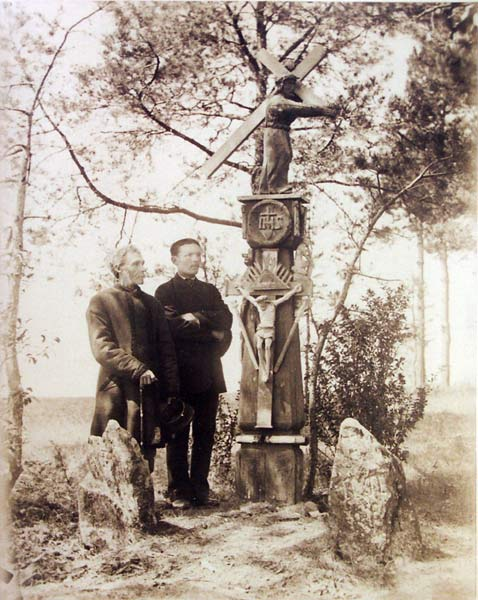
Klemens i Jan Bohatyrowiczowie przy grobie Jana i Cecylii, lata 80. XIX w. Zdjęcie z kolekcji Elizy Orzeszkowej.
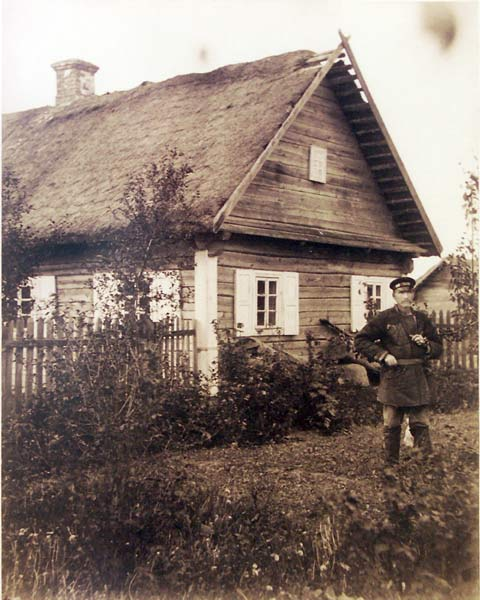
Szlachic Józef Strzałkowski przed swoim domem w Samostrzelnikach, lata 80. XIX w.
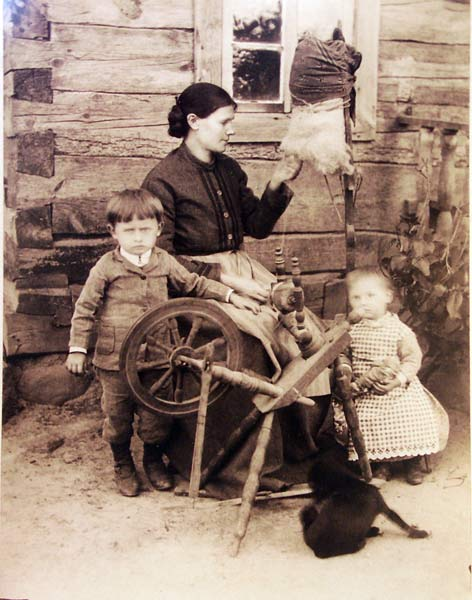
Maria z Osipiczów Strzałkowska z dziećmi, Samostrzelniki, lata 80. XIX w.
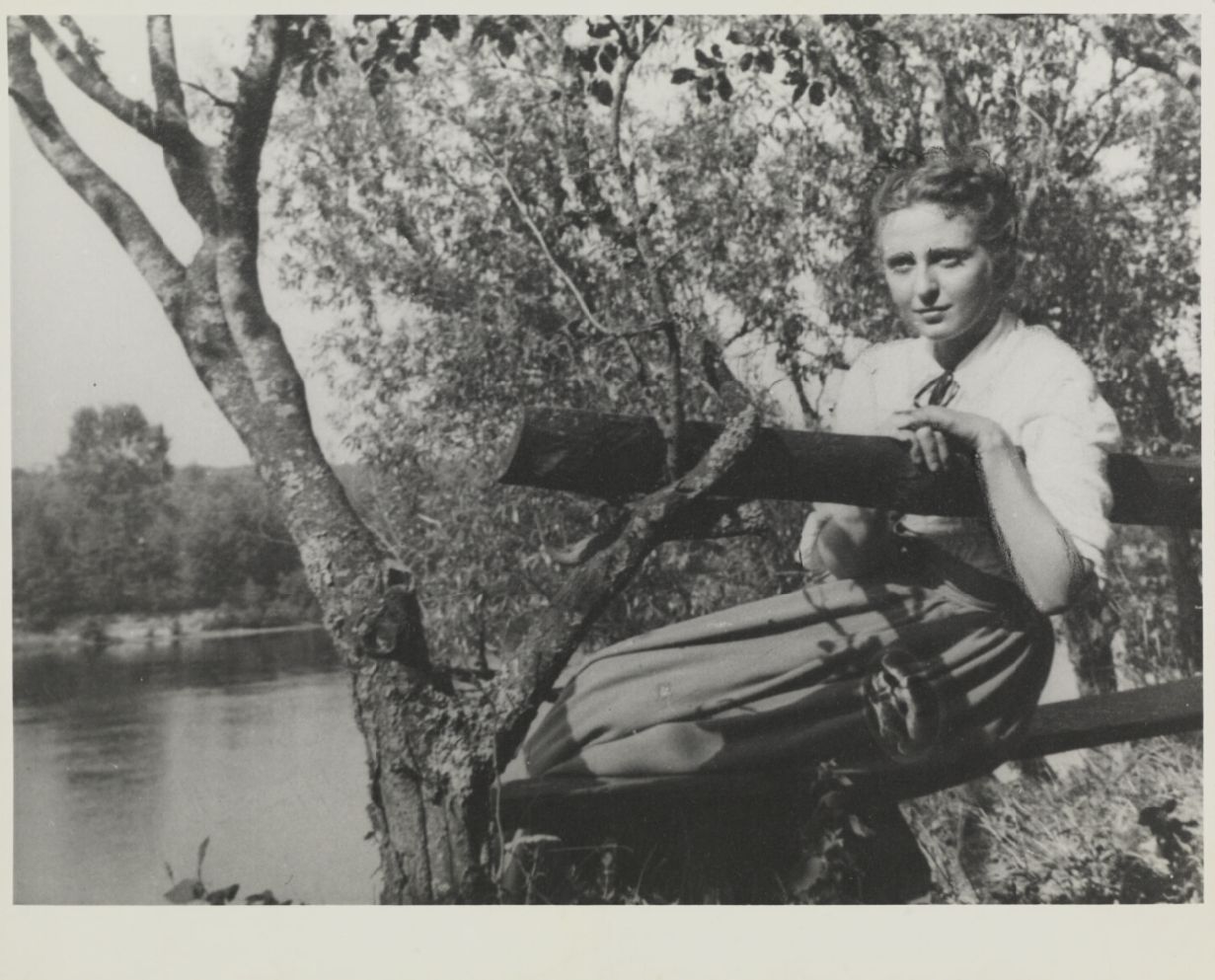
Gwiazda kina Elżbieta Barszczewska na ławeczce Orzeszkowej w Bohatyrowiczach w 1939 r. podczas kręcenia zdjęć do filmu Nad Niemnem.
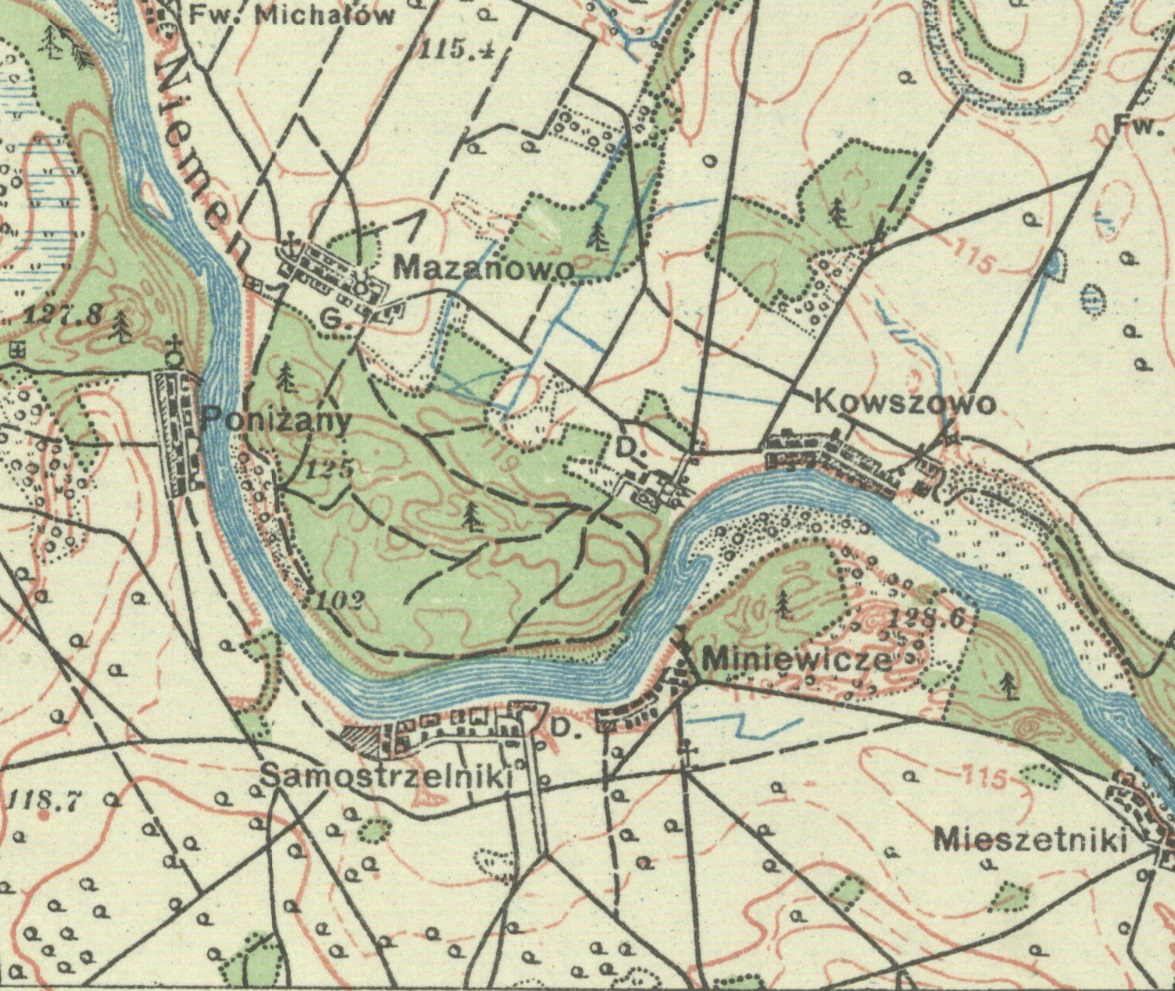
Mapa okolic, w których toczy się akcja Nad Niemnem. Zaścianek Bohatyrowicze obejmuje wschodnią część wsi Samostrzelniki. Miniewicze to literacki Korczyn. Mapa z 1926 r.